# Mark Gatiss
Mark Gatiss est un acteur, scénariste et producteur de télévision britannique, né le 17 octobre 1966 à Sedgefield (Durham). Il est principalement connu pour ses rôles dans les séries Le Club des Gentlemen, Doctor Who, Sherlock et Game of Thrones.

## Biographie

### Carrière
Mark Gatiss est connu comme acteur de la série comique Le Club des Gentlemen (avec les acteurs Reece Shearsmith, Steve Pemberton et le coauteur Jeremy Dyson). Après avoir gagné le Perrier Award au Edinburgh Festival Fringe en 1997, Le Club des Gentlemen est transféré sur la station BBC Radio 4 sous le nom On the Town with the League of Gentlemen, avant d'apparaître à la télévision en 1999 sur la chaîne BBC Two et sur Comédie ! en France. Le film The League of Gentlemen's Apocalypse est sorti en 2005.
Au début des années 2000, Mark Gatiss fait de nombreuses apparitions dans Les Allumés, In the Red (BBC Two, 1998), Nighty Night (BBC Three, 2003) et Miss Marple.
À partir de 2001, il écrit les scénarios de Little Britain et de Mon ami le fantôme, ainsi que quelques sketches comiques comme The Web of Caves, The Kidnappers ou The Pitch of Fear.
Mark Gatiss a écrit de nombreux scénarios notamment pour la série de science-fiction Doctor Who, notamment les épisodes Des morts inassouvis, L'Hystérique de l'étrange lucarne, La Victoire des Daleks et Terreurs nocturnes, Destruction mutuelle assurée et Le Cauchemar écarlate pour la saison 7. De plus, il scripte la saison 2006 des making-of Doctor Who Confidential. Il apparaît en 2007 dans la série en interprétant le Professeur Lazarus dans l'épisode L'Expérience Lazarus aux côtés de David Tennant dans la saison 3. Il réapparaît en endossant le costume de Gantok dans l'épisode 13 de la saison 6 de 2011, Le Mariage de River Song, aux côtés de Matt Smith.
Il scénarise la mini-série Crooked House qui a été diffusée en décembre 2008 sur BBC Four, ainsi que trois épisodes de la série télévisée Hercule Poirot : Le Chat et les Pigeons (saison 11), Le Crime d'Halloween (saison 12) et Les Quatre (saison 13).
Cocréateur et coproducteur de la série Sherlock avec Steven Moffat, il y interprète depuis 2010 Mycroft Holmes et a écrit les épisodes Le Grand Jeu, Les Chiens de Baskerville et Le Cercueil vide. Gatiss a aussi joué dans de nombreuses pièces de théâtre. Il a par exemple joué, avec Catherine Tate, dans Season's Greetings de Alan Ayckbourn. En 2010, il produit aussi un documentaire en trois parties pour la BBC intitulé A History of Horror, dans lequel il explore l'histoire du film d'horreur au cinéma.

### Vie privée
Mark Gatiss est né le 17 octobre 1966 à Sedgefield, en Angleterre. Il a grandi en face de l'hôpital psychiatrique Edwardian où ses deux parents travaillaient. Durant son enfance, Mark Gatiss était passionné par les aventures du Docteur dans la série Doctor Who, les films d'horreur et d'épouvante, les aventures de Sherlock Holmes et les fossiles. Toutes ces passions qu'il a développées pendant son enfance sont à l'origine de son œuvre.
Il est marié avec l'acteur Ian Hallard (en) et a été désigné en 2010 comme la 38e personne homosexuelle la plus influente au Royaume-Uni dans la « liste rose » du The Independent on Sunday.

## Filmographie

### Acteur
Cinéma
- 2001 : Nadia (Birthday Girl) de Jez Butterworth : Porter
- 2003 : Bright Young Things de Stephen Fry : un agent immobilier
- 2005 : Match Point de Woody Allen : le joueur de ping-pong
- 2006 : Libérez Jimmy (Slipp Jimmy cafri) de Christopher Nielsen : Jakki
- 2015 : Docteur Frankenstein de Paul McGuigan : Dettweiler
- 2016 : Un traître idéal de Susanna White : Billy Matlock
- 2016 : Le Procès du siècle de Mick Jackson : Robert Jan van Pelt
- 2018 : Jean-Christophe et Winnie (Christopher Robin) de Marc Forster : Giles Winslow
- 2018 : La Favorite (The Favourite) de Yórgos Lánthimos : John Churchill
- 2020 : The Father de Florian Zeller : l'homme (Bill)
- 2021 : Locked Down de Doug Liman : Donald
- 2021 : The Sparks Brothers (documentaire) d'Edgar Wright : lui-même
- 2022 : La Ruse (Operation Mincemeat) de John Madden : Ivor Montagu
- 2023 : Mission impossible : Dead Reckoning (Mission: Impossible – Dead Reckoning) de Christopher McQuarrie : le représentant de la NSA
- 2025 : Mission: Impossible - The Final Reckoning de Christopher McQuarrie : le représentant de la NSA
- 2025 : Les Quatre Fantastiques : Premiers pas de Matt Shakman : Ted Gilbert, l'animateur de télévision

Télévision
- 1999–2002 : Le Club des Gentlemen (The League of Gentlemen) : plusieurs personnages
- 2001 : Les Allumés (Spaced) : un agent
- 2001 : Mon ami le fantôme (Randall & Hopkirk (Deceased)) : l'inspecteur Large
- 2003 : Nighty Night : Glenn Bulb
- 2004 : Agatha Christie: A Life in Pictures de Richard Curson Smith : Kenyon
- 2004 : Miss Marple (épisode Meurtre au presbytère) : Ronald Hawes
- 2005 : Sex Lives of the Potato Men : Jeremy
- 2005 : Catterick : Peter
- 2005 : The Quatermass Experiment : John Patterson
- 2005 : Nighty Night : Glenn Bulb
- 2005 : Funland : Ambrose Chapfel
- 2005 : The League of Gentlemen's Apocalypse : plusieurs personnages ; lui-même
- 2006 : Starter for 10 : Bamber Gascoigne
- 2006 : Fear of Fanny : Johnnie Cradock
- 2006 : Le Vent dans les saules (The Wind in the Willows) : Ratty
- 2007 : Jekyll : Robert Louis Stevenson
- 2007 : Doctor Who (épisode L'Expérience Lazarus) : le professeur Lazarus
- 2008 : Clone : le colonel Black
- 2008 : Psychoville : Jason Griffin
- 2008 : Crooked House : le curateur
- 2009 : Hercule Poirot (épisode Rendez-vous avec la mort) : Leonard Boynton
- 2010–2017 : Sherlock : Mycroft Holmes
- 2010 : Karma Caméléon (Worried About the Boy) : Malcolm McLaren
- 2010 : The First Men in the Moon : le professeur Cavor
- 2010 : A History of Horror : lui-même
- 2010 : Inspecteur Barnaby (épisode L'épée de Guillaume) : Révérend Giles Shawcross
- 2010 : Doctor Who (épisode La Victoire des Daleks) : Danny Boy (non crédité)
- 2011 : Doctor Who (épisode La Retraite du démon) : Danny Boy (non crédité)
- 2011 : Doctor Who (épisode Le Mariage de River Song) : Gantok
- 2012 : Being Human : La Confrérie de l'étrange (Being Human) : M. Snow
- 2013 : Doctor Who Reconstructions de Terry McDonough : le Docteur (court-métrage)
- 2014–2017 : Game of Thrones : Tycho Nestoris
- 2015 : London Spy : Rich
- 2015 : Wolf Hall : Stephen Gardiner
- 2017 : Taboo : le Prince-régent
- 2017 : Gunpowder : Robert Cecil
- 2017 : Doctor Who (épisode Il était deux fois) : le capitaine Lethbridge-Stewart
- 2019 : Brexit: The Uncivil War : Peter Mandelson (voix)
- 2019–2023 : Good Omens : M. Harmony
- 2020 : Dracula : Frank Renfield
- 2024 : Le Problème à trois corps : Isaac Newton

### Scénariste
- 1994–1996 : P.R.O.B.E. (épisodes The Zero Imperative, The Devil of Winterbourne, Unnatural Selection et Ghosts of Winterbourne)
- 1999–2002 : Le Club des Gentlemen (The League of Gentlemen) (19 épisodes)
- 2001 : Mon ami le fantôme (Randall & Hopkirk (Deceased)) (épisodes Two Can Play at That Game et Painkillers)
- 2005 : On the Town with the League of Gentlemen (téléfilm)
- 2005– : Doctor Who (épisodes Des morts inassouvis, L'Hystérique de l'étrange lucarne, La Victoire des Daleks, Terreurs nocturnes, Destruction mutuelle assurée, Le Cauchemar écarlate, Robot des Bois, Dans les bras de Morphée, L'Impératrice de Mars)
- 2007 : The Worst Journey in the World (téléfilm)
- 2008 : Crooked House (mini-série)
- 2008– : Hercule Poirot (épisodes Le Chat et les Pigeons, Le Crime d'Halloween et Les Quatre)
- 2010–2017 : Sherlock (épisodes Le Grand Jeu, Les Chiens de Baskerville et Le Cercueil vide)
- 2010 : The First Men in the Moon (téléfilm)
- 2010 : A History of Horror (téléfilm documentaire)
- 2013 : An Adventure in Time and Space (téléfilm)

### Créateur
- 1999–2002 : Le Club des Gentlemen (The League of Gentlemen) (avec Jeremy Dyson, Steve Pemberton et Reece Shearsmith)
- 2008 : Crooked House
- 2010–2017 : Sherlock (avec Steven Moffat)
- 2013 : An Adventure in Space and Time (téléfilm)
- 2020 : Dracula

## Œuvres littéraires

### SérieDoctor Who
- (en) Nightshade  (ISBN 0-426-20376-3)
- (en) St Anthony's Fire  (ISBN 0-426-20423-9)
- (en) The Roundheads  (ISBN 0-563-40576-7)
- (en) Last of the Gaderene  (ISBN 0-563-55587-4)

### SérieUne aventure de Lucifer Box
1. Le Club Vesuvius, Bragelonne, 2015 ((en) The Vesuvius Club, 2004)  (ISBN 978-2352948247)
2. L'Ambre du diable, Bragelonne, 2016 ((en) The Devil in Amber, 2006)  (ISBN 978-2352949275)
3. (en) Black Butterfly, 2008  (ISBN 978-0-7432-8398-4)

### Romans indépendants
- (en) The King's Men  (ISBN 0-352-33207-7)Sous le nom de Christian Fall.
- (en) The EsseX Files: To Basildon and Beyond  (ISBN 1-85702-747-7)Écrit avec Jeremy Dyson.

### Essais
- (en) James Whale: A Biography  (ISBN 0-304-32861-8)
- (en) They Came From Outer Space!: Alien Encounters In The Movies  (ISBN 978-1-901018-00-4)Écrit avec David Miller.

## Audio

### Doctor Who
- Phantasmagoria
- Invaders from Mars

## Distinctions

### Récompenses
- British Academy Television Awards 2011 : meilleure série dramatique pour Sherlock (partagé avec Steven Moffat, Sue Vertue et Beryl Vertue)
- Festival international des médias de Banff 2011 : meilleure série télévisée pour Sherlock (partagé avec Steven Moffat)
- Peabody Awards 2011 : prix de l'excellence dans le domaine de la télévision pour Sherlock (partagé avec Steven Moffat)
- Prix Europa 2011 : meilleur épisode d'une série télévisée pour Sherlock (partagé avec Steven Moffat)
- Royal Television Society Awards 2011 : meilleure série dramatique pour Sherlock (partagé avec Steven Moffat)

### Nominations
- Festival de télévision de Monte-Carlo 2007 : meilleur acteur dans un téléfilm pour Fear of Fanny
- Writers' Guild of Great Britain Awards 2010 : meilleur scénario de série télévisée pour Doctor Who (partagé avec Steven Moffat, Toby Whithouse, Simon Nye et Chris Chibnall)
- Broadcasting Press Guild Awards 2011 :
  - Meilleure série dramatique pour Sherlock (partagé avec Steven Moffat)
  - Writer's Award pour Sherlock (partagé avec Steven Moffat et Steve Thompson)
- National Television Awards 2011 : série dramatique la plus populaire pour Sherlock (partagé avec Steven Moffat)
- Saturn Awards 2011 : meilleure série télévisée pour Sherlock (partagé avec Steven Moffat)
- Television and Radio Industries Club Awards 2011 : série dramatique de l'année (partagé avec Steven Moffat)
- Writers' Guild of Great Britain Awards 2011 : meilleur scénario de série télévisée pour Sherlock (partagé avec Steven Moffat)
- Primetime Emmy Awards 2012 : meilleure mini-série pour Sherlock (partagé avec Steven Moffat, Sue Vertue, Beryl Vertue et Rebecca Eaton)
- Writers' Guild of Great Britain Awards 2012 : meilleur scénario de série télévisée pour Sherlock (partagé avec Steven Moffat et Steve Thompson)
- Broadcasting Press Guild Awards 2013 : meilleure série dramatique pour Sherlock (partagé avec Steven Moffat)
- Producers Guild of America Awards 2013 : meilleur producteur pour Sherlock (partagé avec Steven Moffat, Sue Vertue et Beryl Vertue)